# تشارلز كينغ (ممثل)
تشارلز كينغ (بالإنجليزية: Charles King)‏ هو ممثل أمريكي، ولد في 21 فبراير 1895 في الولايات المتحدة، وتوفي في 7 مايو 1957 بهوليوود في الولايات المتحدة.

## وصلات خارجية
- تشارلز كينغ على موقع IMDb (الإنجليزية)
- تشارلز كينغ على موقع روتن توميتوز (الإنجليزية)
- تشارلز كينغ على موقع ألو سيني (الفرنسية)
- تشارلز كينغ على موقع أول موفي (الإنجليزية)
- تشارلز كينغ على موقع قاعدة بيانات الأفلام السويدية (السويدية)
- تشارلز كينغ على موقع إن إن دي بي (الإنجليزية)
- تشارلز كينغ على موقع قاعدة بيانات الفيلم (الإنجليزية)
- تشارلز كينغ على موقع كينوبويسك (الروسية)